# 발루치스탄피그미뛰는쥐
발루치스탄피그미뛰는쥐(Salpingotulus michaelis)는 뛰는쥐과에 속하는 설치류의 일종이다. 발루치스탄피그미뛰는쥐속(Salpingotulus)의 유일종이다. 다 자란 성체의 머리부터 몸까지의 평균 몸길이가 4.4cm에 불과하며, 꼬리 길이는 평균 8cm이다. 성숙한 암컷 몸무게는 3.75g으로 세계에서 가장 작은 설치류다. 이름처럼 발루치스탄에 살고 있으며 현재 파키스탄의 토착종으로 간주되고 있다. 일본을 중심으로 애완용으로 인기를 떨치는 중이다.